# 광주광역시의 유형문화재
광주광역시의 유형문화재는 유형문화재 중에서 광주광역시 내에 있는 문화재를 의미한다.

## 지정목록
| 번호 | 사진 | 명칭                                                                                | 소재지                                             | 관리자 (단체)                 | 지정일                | 참조 |
| 1호  |      | 증심사삼층석탑 (證心寺三層石塔)                                                     | 광주 동구 운림동 56                                | 증심사                        | 1972년 1월 29일 지정  |      |
| 2호  |      | 십신사지석불 (十信寺址石佛)                                                         | 광주 북구 용봉동 1004-4 광주광역시립민속박물관     | 광주광역시립민속박물관        | 1986년 11월 1일 지정  |      |
| 3호  |      | 십신사지석비 (十信寺址石碑)                                                         | 광주 북구 용봉동 1004-4 광주광역시립민속박물관     | 광주광역시립민속박물관        | 1986년 11월 1일 지정  |      |
| 4호  |      | 운천사마애여래좌상 (雲泉寺磨崖如來坐像)                                             | 광주 서구 쌍촌동 99-7                              | 운천사                        | 1974년 9월 24일 지정  |      |
| 5호  |      | 재명석등 (在銘石燈)                                                                 | 광주 북구 하서로 110(매곡동)                       | 광주광역시                    | 1974년 12월 24일 지정 |      |
| 6호  |      | 전남도청회의실 (全南道廳會議室)                                                     | 광주 동구 광산동 11                                | 문화체육관광부                | 1981년 10월 20일 지정 |      |
| 7호  |      | 원효사동부도 (元曉寺東浮屠)                                                         | 광주 북구 금곡동 209-13                            | 원효사                        | 1986년 11월 1일 지정  |      |
| 8호  |      | 원효사출토유물 (元曉寺出土遺物)                                                     | 광주 북구 금곡동 209-13                            | 원효사                        | 1987년 12월 31일 지정 |      |
| 9호  |      | 광주향교 (光州鄕校)                                                                 | 광주 남구 구동 22-3                                | 광주향교                      | 1985년 2월 25일 지정  |      |
| 10호 |      | 지산재 (芝山齋)                                                                     | 광주 남구 양과동 715-1                             | 경주최씨문중                  | 1979년 8월 3일 지정   |      |
| 11호 |      | 병천사 (秉天祠)                                                                     | 광주 서구 금호동 458                               | 충주지씨문중(지창선)          | 1979년 8월 3일 지정   |      |
| 12호 |      | 신룡동오층석탑 (新龍洞五層石塔)                                                     | 광주 광산구 신룡동 57-1                            | 기원길                        | 1982년 10월 15일 지정 |      |
| 13호 |      | 증심사오백전 (證心寺五百殿)                                                         | 광주 동구 운림동 56                                | 증심사                        | 1989년 3월 20일 지정  |      |
| 14호 |      | 증심사석조보살입상 (證心寺石造菩薩立像)                                             | 광주 동구 운림동 56                                | 증심사                        | 1989년 3월 20일 지정  |      |
| 15호 |      | 원효사소장만수사범종 (元曉寺所藏萬壽寺梵鍾)                                         | 광주 북구 금곡동 209-13                            | 원효사                        | 1989년 3월 20일 지정  |      |
| 16호 |      | 눌재집목판각 (訥齋集木版刻)                                                         | 광주 북구 용봉동 1004-4번지                        | 시립민속박물관                | 1990년 11월 15일 지정 |      |
| 17호 |      | 사암집목판각 (思庵集木版刻)                                                         | 광주 북구 북구 용봉동 1004-4                       | 박종만                        | 1990년 11월 15일 지정 |      |
| 18호 |      | 취병조형유허비 (翠屛趙珩遺墟碑)                                                     | 광주 광산구 비아동689-3                            | 광산구                        | 1990년 11월 15일 지정 |      |
| 19호 |      | 고봉문집목판 (高峰文集木板)                                                         | 광주 광산구 광산동 452                             | 행주기씨문중                  | 1992년 3월 16일 지정  |      |
| 20호 |      | 제봉문집목판 (霽峰文集木版)                                                         | 광주 남구 원산동 947-4                             | 포충사관리사무소              | 1992년 3월 16일 지정  |      |
| 21호 |      | 포충사소장고경명문적 (褒忠祠所藏高敬命文籍)                                         | 광주 남구 원산동 947-4                             | 포충사관리사무소              | 1994년 7월 21일 지정  |      |
| 22호 |      | 기대승종가소장문적 (奇大升宗家所藏文籍)                                             | 광주 남구 월산동 978-8                             | 기성근                        | 1994년 7월 21일 지정  |      |
| 23호 |      | 회재유집목판 (懷齋遺集木板)                                                         | 광주 서구 서구 풍암동 769-1                        | 음성박씨문중                  | 1996년 3월 19일 지정  |      |
| 24호 |      | 전라남도도청회의실신축설계도 (全羅南道道廳會議室新築設計圖)                         | 광주 동구 광산동 13                                | 전라남도청                    | 1997년 7월 3일 지정   |      |
| 25호 |      | 이신의종가소장고문서 (李愼儀宗家所藏古文書)                                         | 광주 북구 북구 매곡동 산 8                         | 국립광주박물관                | 1998년 5월 7일 지정   |      |
| 26호 |      | 오웬기념각 (오웬紀念閣)                                                             | 광주 남구 양림동 67-1학교법인 광주기독병원교육재단 | 학교법인 광주기독병원교육재단 | 1998년 5월 7일 지정   |      |
| 27호 |      | 광주덕림사소장지장보살상과시왕상및그권속 (光州德林寺所藏地藏菩薩像과十王像및그眷屬) | 광주 남구 304-7번지                                | 덕림사                        | 2005년 7월 19일 지정  |      |
| 28호 |      | 광주 향림사 소장본 조상경 (光州 香林寺 所藏本 造像經)                               | 광주 서구 마륵복개로150번길 22                     | 향림사                        | 2012년 11월 26일 지정 |      |
| 29호 |      | 광주 문빈정사 소장 전적 (光州 文彬精舍 所藏 典籍)                                   | 광주 동구 증심사길 81 문빈정사                     | 문빈정사                      | 2013년 12월 24일 지정 |      |